# فيديريكو غاتي
فيديريكو جاتي (من مواليد 24 يونيو 1998) هو لاعب كرة قدم إيطالي يلعب كمدافع مع نادي يوفنتوس في الدوري الإيطالي